# Lilla Bosagölen
Lilla Bosagölen är en sjö i Boxholms kommun i Östergötland och ingår i Motala ströms huvudavrinningsområde. Sjöns area är 0,029 kvadratkilometer och den är belägen 160,5 meter över havet.